# Andrés Bilbao Sentís

## Biografía
Andrés Bilbao Sentís Tarragona, (1949-2002) fue profesor de la Facultad de Ciencias Políticas y Sociología de la Universidad Complutense de Madrid desde el establecimiento de la disciplina sociológica a principios de los años 70.
Fue conocedor de la cultura clásica, a la cual dedicó gran parte de su trabajo de autores como Comte, Smith, Simmel, Weber, Mandeville, Bilbao fue el impulsor de la sociología económica en España, tanto en la docencia como en sus trabajos publicados en revistas académicas especializadas, en sus libros y en investigaciones.
Desde que en los años 60 se instaurara en España la licenciatura de sociología estuvo ejerciendo como sociólogo, era fiel seguidor de Marx, así como de otros pensadores ilustres, por ejemplo Aristóteles que le impulsaron a estudiar la sociedad. 
Era un sociólogo respetado en su ámbito y en otros, tanto es así que el día de su fallecimiento, El País lanzó una edición especial y otra multitud de revistas hicieron un homenaje a una de las personas que lucho por y para la sociología humana y realizó múltiples investigaciones empíricas.
Era Doctor de Ciencias Políticas y Sociología por la Universidad Complutense de Madrid.

## Datos de interés
Fue profesor Invitado, División de Post-Grado de la Facultad de Económicas de la UNAM, México D.F.
Ha sido Visiting Fellow. Universidad de Warwick (Coventry. U.K) Departamento de Relaciones Industriales y también en; Faculty Social and Political Sciences. Universidad de Cambridge (U.K.).
Fue vicedecano de la Facultad de Ciencias Políticas y Sociología, Universidad Complutense, además de ser director del Departamento de Sociología I (Cambio Social), Universidad Complutense.
Colaborador en: Sistema, Revista de Estudios Sociales, Revista Internacional de Sociología, Papers, Economía y Sociedad.
Colaborador en: Sociología del Trabajo, Viento Sur, Cuadernos de Relaciones Laborales, Política y Sociedad, REIS, etc.
Colaborador en diferentes seminarios y publicaciones de la Fundación de Investigaciones Marxistas, Madrid. 
Director de proyectos de investigación financiados por la Confederación Sindical de CC.OO. y la Comisión V de la C.E.E. y por el Centro de Investigaciones Sociológicas y la C.A. de Madrid.

## Obra
El positivismo y la sociología. Ed. Saltes, Madrid, 1979.
Desestructuración de la clase obrera, Ed. Anthropos, Barcelona, 1988.
Clases sociales, Ed. Anthropos, Barcelona, 1991.
Léxico de Economía. Ed. Talasa. Madrid, 1993.
Desarrollo, pobreza y medio ambiente, Ed. Talasa, Madrid, 1994.
El sur desde el norte, Ed. Talasa, Madrid, 1994.

## Publicaciones
Políticas de gestión de la mano de obra en la Zona Sur de Madrid, Ed. C. A. de Madrid, 1989.
Obreros y Ciudadanos: la desestructuración de la clase obrera, Ed.Trotta. Madrid, 1995.
La estructura de la clase obrera. Impacto de las nuevas tecnologías, Ed.FIM. Madrid,1996.
El accidente de trabajo entre lo negativo y lo irreformable, Ed. Siglo XXI. Madrid, 1997
. 
Objetividad/subjetividad, Sociología burguesa. En S.Giner, E.Lamo, C.Torres (Eds.): op. cit., Alianza Ed., Madrid, 1998.
El empleo precario, Ed. Libros de la Catarata. Madrid, 1999.
Precariedad laboral, flexibilidad y desregulación, Ed. Germania, Valencia, 2000.